# Nils Skoglund
Nils Skoglund, känd som Niklas Skoglund, född 15 augusti 1906 i Adolf Fredriks församling, Stockholm, död 1 januari 1980 i Matteus församling, var en svensk simhoppare, dykare, dokumentärfilmare, regissör och redaktör. Han blev som fjortonåring olympisk silvermedaljör i raka hopp i Antwerpen 1920.
Skoglund var son till handelsbokhållaren Aron Skoglund och Elin Lindgren samt yngre bror till skådespelaren och regissören Gunnar Skoglund och filmcensor Erik Skoglund samt farbror till skådespelaren Rolf Skoglund.
Efter studentexamen 1924, anställd hos AB Fox-film i Stockholm 1928, Stockholms-Tidningen 1929, Kungliga Automobilklubben (KAK) 1931, Stockholms Dagblad 1933, Svensk Filmindustri 1941, Filmo 1942 och Film AB Futurum från 1950. Han var författare till Storsumpare (1945), Anne-Simmaren (1949) och Som fisken i vattnet (1953).
Niklas Skoglund var under en period gift med Astrid Bosäter (1912–2007) och fick sonen Niklas (född 1946).